# صور أباد
صور أباد هي قرية في مقاطعة كاشان، إيران. يقدر عدد سكانها بـ 10 نسمة بحسب إحصاء 2016.